# Faszcziwka (rejon perewalski)
Faszcziwka (ukr. Фа́щівка, ros. Фа́щевка) – osiedle typu miejskiego na Ukrainie, w rejonie perewalskim, obwodzie ługańskim.

## Historia
Faszcziwka została założona w 1795 roku, od 1957 roku osiedle typu miejskiego.
W 1989 liczyło 6295 mieszkańców.
W 2013 liczyło 4746 mieszkańców.
Od 2014 roku jest pod kontrolą Ługańskiej Republiki Ludowej.